# Bogusław II de Poméranie
Pour les articles homonymes, voir Bogusław.
Bogusław II de Poméranie (en polonais Bogusław II, en allemand Bogislaw II.) est né après 1177 et est décédé le 23 janvier 1220. Il est duc de Poméranie occidentale.
Bogusław II est le fils de Bogusław Ier de Poméranie et d’Anastasie, la fille de Mieszko III le Vieux. Il est le père de Barnim Ier le Bon.
Lorsque son père meurt en 1187, Bogusław et son frère cadet Casimir sont trop jeunes pour lui succéder. Le roi Knut VI de Danemark confie l’administration du duché à Warcisław Świętoborzyc, le castellan de Szczecin. En réalité, Anastasie gouverne le duché (jusqu’en 1208). Jaromar Ier de Rügen, à la demande de Knut VI, devient le protecteur des deux jeunes ducs.
En 1211, les deux frères se partagent la Poméranie occidentale : le duché de Demmin pour Casimir, le duché de Szczecin pour Bogusław.
En 1216, Bogusław II rend un hommage de vassalité au roi Valdemar II de Danemark. Il obtient de son suzerain la Poméranie occidentale en tant que fief. Bogusław II transfère la capitale de la Poméranie occidentale de Kamień Pomorski à Szczecin.
Décédé le 23 janvier 1220, Bogusław II est inhumé dans l’église Saint-Jacques de Szczecin.

## Union et descendance
Bogusław II épouse Miroslawa, fille de Mestwin Ier. Ils ont 3 enfants
- Barnim Ier (v.1210 – 1278)
- Woislawa (d. 1229)
- Dobroslawa, épouse de Nicolas de Wartislaw de Gützkow, puis de Jaczo Ier de Salzwedel

## Sources
- (pl) Cet article est partiellement ou en totalité issu de l’article de Wikipédia en polonais intitulé « Bogusław II » (voir la liste des auteurs).,
- Anthony Stokvis, Manuel d'histoire, de généalogie et de chronologie de tous les États du globe, depuis les temps les plus reculés jusqu'à nos jours, préf. H. F. Wijnman, éditions Brill à Leyde 1890-1893, réédition 1966, volume III, chapitre VIII et tableau généalogique n° 10 « Généalogie des ducs de Poméranie ».